# Chrysops ater
Chrysops ater är en tvåvingeart som beskrevs av Macquart 1850. Chrysops ater ingår i släktet Chrysops och familjen bromsar. Inga underarter finns listade i Catalogue of Life.